# Jevgenij Koroljov
Jevgenij Jevgeňjevič Koroljov rus. Евгений Евгеньевич Королёв (* 14. února 1988 v Moskvě, Rusko, tehdy Sovětský svaz) je současný kazašský profesionální tenista a bratranec bývalé tenistky Anny Kurnikovové. Do ledna 2010 hrál za Rusko. Ve své dosavadní kariéře zatím vyhrál jeden turnaj ATP World Tour.

## Finálové účasti na turnajích ATP World Tour (1)

### Dvouhra - prohry (1)
| Legenda                                                       |
| ATP International Series Gold / ATP World Tour 500 Series (0) |
| ATP International Series / ATP World Tour 250 Series (1)      |

| Č. | Datum          | Turnaj            | Povrch | Vítěz      | Výsledek |
| 1. | 1. březen 2009 | Delray Beach, USA | tvrdý  | Mardy Fish | 7-5, 6-3 |

## Postavení na žebříčku ATP na konci sezóny

### Dvouhra
| Rok    | 2003  | 2004   | 2005   | 2006   | 2007  | 2008   | 2009  |
| Pořadí | 1150. | ▲ 458. | ▲ 184. | ▲ 100. | ▲ 83. | ▼ 113. | ▲ 53. |

### Čtyřhra
| Rok    | 2004 | 2005   | 2006   | 2007 | 2008    | 2009   |
| Pořadí | 761. | ▲ 498. | ▲ 266. | ▼ x  | ▲ 1050. | ▲ 260. |